# Tholey
Tholey este o comună din landul Saarland, Germania.